# Platycerus senguni
Platycerus senguni es una especie de coleóptero de la familia Lucanidae.

## Distribución geográfica
Habita en Turquía.